# HD 64685
HD 64685，又名BD+09 1815，SAO 116120、HR 3087，是一颗恒星，视星等为5.86，位于銀經212.16，銀緯18.24，其B1900.0坐标为赤經7h 50m 5.5s，赤緯+9° 18.24′ 43″。